# Tramvaiul din Reșița
Tramvaiul din Reșița a existat între 1988 și 2011. În anul 2019 a fost anunțată renovarea, extinderea și redeschiderea căii de rulare, precum și achiziționarea a 13 tramvaie noi, cu cel puțin 92 de locuri, și comandă dublă. Sistemul a devenit din nou funcțional pe 20 decembrie 2024. cu tramvaiele numerotate 001,002,003,004,005,006,007,008,009 010,011,012,013

## Material rulant

### Timiș 2
Primele tramvaie ce au circulat au fost Timiș 2 (22 de bucăți), multe fiind deja casate în anii 1990, mai puțin #4, care era plug. În 1994, mai erau funcționale doar 5 din cele 22 de tramvaie.

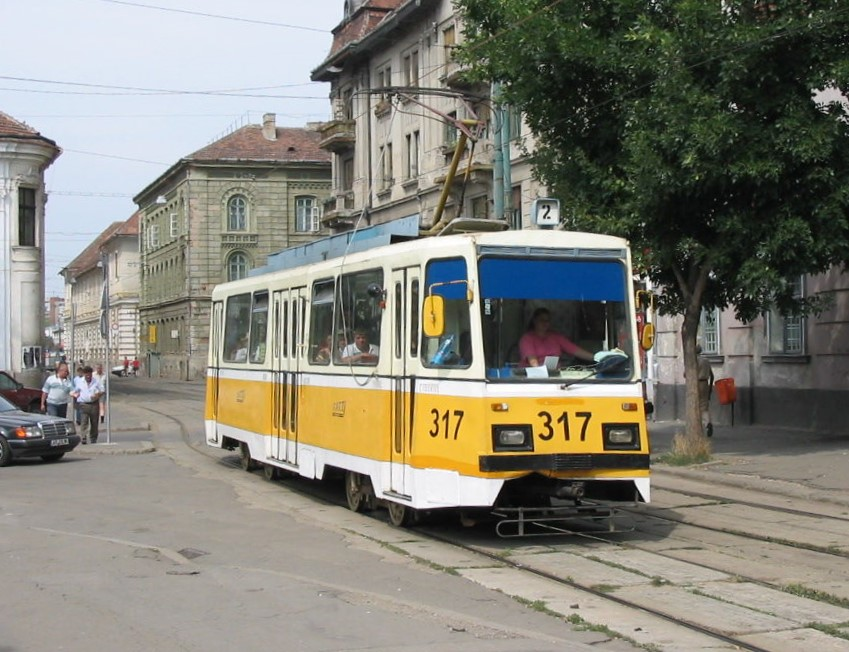

### Düwag GT8
Timișurile au fost casate în mare parte când au sosit GT8-urile din Dortmund (#10-#30, sosite între 1997 și 2000) și cele din Frankfurt pe Main (#31-#38)

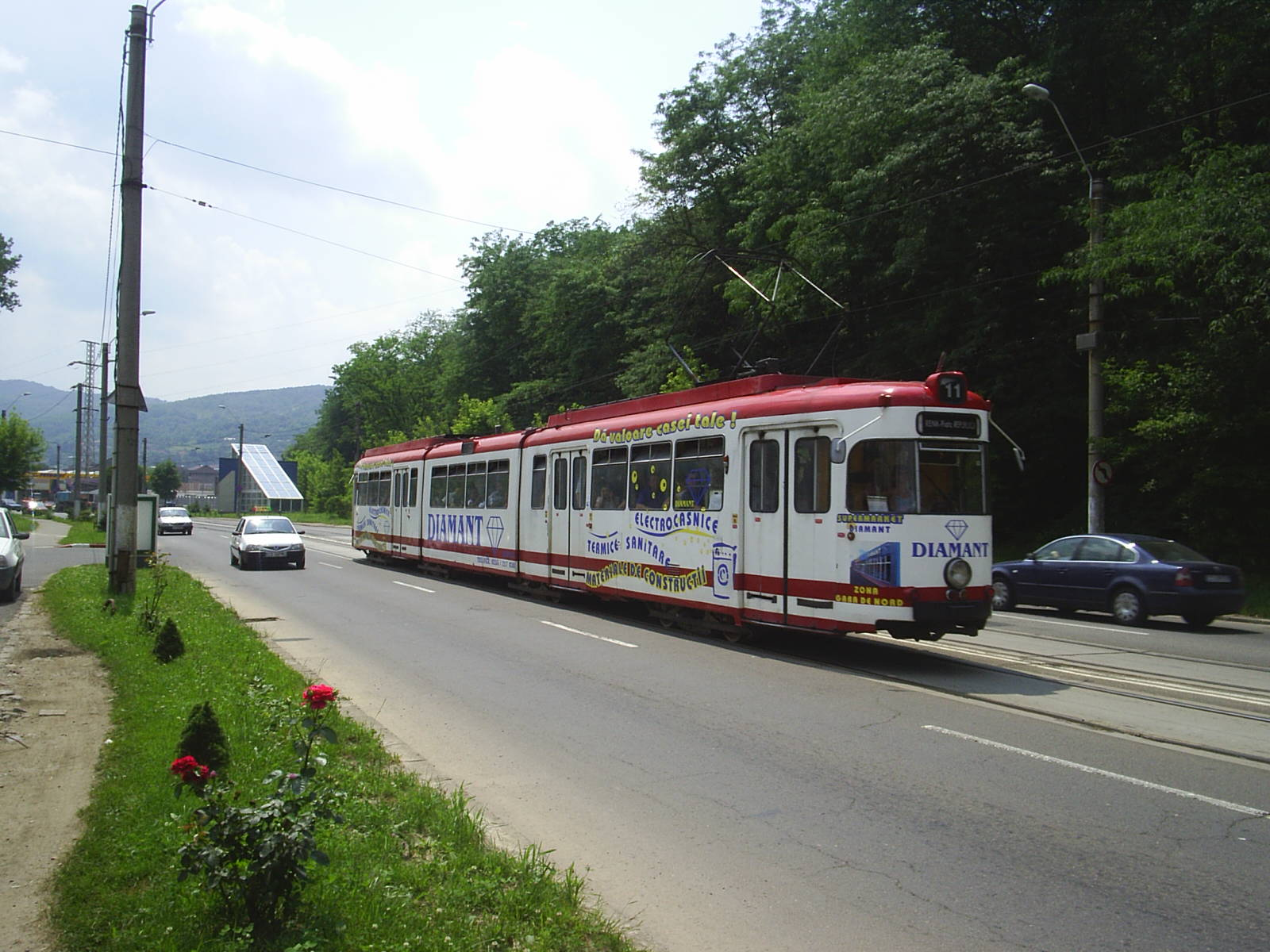

### Durmazlar (Durmaray)
Au fost livrate Intre 29.01.2023 și 20.11.2023 un număr de 13 vehicule, cu număr de parc #001 - #013

## Traseu
În Reșița au existat doua trasee: Renk – Piața Republicii și Renk - Stavila de Jos.

### Linii desființate:
- 1 Renk – Piața Republicii;
- 1b Renk – Piața Republicii – Stavila.

## Reintroducere
După alegerile din 2016, primarul din acea perioadă, Ioan Popa, a propus reintroducerea tramvaiului în Reșița folosind fonduri europene. Până în luna aprilie 2017 s-au realizat doar lucrări pregătitoare pentru depunerea proiectului.
Până în decembrie 2019, a fost semnat un contract de finanțare pentru modernizarea liniei, și a fost lansată licitația pentru 13 tramvaie bidirecționale de 18m pentru noua rețea de tramvai din Reșița pentru Linia 1, unica rută de tramvai din oraș.
Contractul de execuție a lucrărilor a fost semnat cu PORR în aprilie 2022, lucrările începând în luna mai a aceluiași an. Licitația de material rulant pentru 13 tramvaie de 18 m a fost câștigată de producătorul turc Durmazlar.